# Pulsions primaires
Pour plus de détails, voir Fiche technique et Distribution.
Pulsions primaires (Savage) est un film américain réalisé par Avi Nesher, sorti en 1997.

## Synopsis
Alex Verne, un modeste fermier voit sa vie basculer lorsque sa femme et son fils sont sauvagement assassinés sous ses yeux. Poussé par des forces mystérieuses, il s'enfuit de l'hôpital psychiatrique où les médecins tentent de la sortir de son mutisme, et part vivre en ermite dans le désert...

## Fiche technique
- Titre : Pulsions primaires
- Titre original : Savage
- Réalisation : Avi Nesher
- Scénario : Avi Nesher et Peter Sagal
- Musique : Roger Neill
- Pays d'origine :  États-Unis
- Sociétés de production : Conquistador Entertainment et Mahagonny Pictures
- Genre : Action, science-fiction, thriller
- Durée : 99 minutes
- Date de sortie : 1997

## Distribution
- Olivier Gruner : Savage / Rancher
- Jennifer Grant : Nicky Carter
- Kario Salem : Reese Burroughs
- Kristin Minter : Marie Beloc
- Sam McMurray : Edgar Wallace
- Herschel Sparber : Allan Poe
- Tom Schanley : Halliday
- Michael Cudlitz : Spillane
- Luke Askew : le capitaine Rohmer
- Maria von Hartz : Véronique
- Victoria Morsell : Julie Verne
- Jordan Stuart : Kimmy Verne
- Paulo Tocha : l'inquisiteur
- Moon Jones : le seigneur de guerre Armani
- John Henry Whitaker : le motard
- Vince Lozano : le vendeur de télévision
- Darren Carter : Shazam
- Dyrk Ashton : l'homme musclé
- Peter Navy Tuiasosopo : Samoan
- Big Yank : Fridge
- Bari K. Willerford : le directeur adjoint
- Michael O'Connell : l'infirmière de la nuit
- Peter Kaitlyn : l'infirmière du jour
- Kevin Wixted : Fred
- Forbes Riley : le présentateur de la télévision
- Kelly Mullis : une fille commerciale
- Michael Reid Davis : le sergent Chartres
- G. Eric Miles : l'officier
- Paul Eves : l'amoureux
- Jennifer Sommerfield : le barman
- Greet Ramaekers : la serveuse
- Richard Henry : le prisonnier
- Mark Hoadley : l'officier de police